# Barbadische Badmintonmeisterschaft
Barbadische Badmintonmeisterschaften werden seit den 1980er Jahren ausgetragen. Barbados gehört neben Jamaika zu den Badmintonhochburgen in der Karibik.

## Titelträger
| Saison   | Herreneinzel                | Dameneinzel            | Herrendoppel                              | Damendoppel                                 | Mixed                                   |
| -------- | --------------------------- | ---------------------- | ----------------------------------------- | ------------------------------------------- | --------------------------------------- |
| vor 2011 | keine Daten                 | keine Daten            | keine Daten                               | keine Daten                                 | keine Daten                             |
| 2011     | Andre Padmore               | Shari Watson           | Nicholas Reifer Dakeil Thorpe             | Dionne Haynes Shakeira Waithe               | Andre Padmore Shari Watson              |
| 2012     | nicht ausgetragen           | nicht ausgetragen      | nicht ausgetragen                         | nicht ausgetragen                           | nicht ausgetragen                       |
| 2013     | Bradley Michael St. Pilgrim | Mariama Eastmond       | Bradley Michael St. Pilgrim Dakeil Thorpe | Monyata Amanda Ang Riviera Tamisha Williams | Kevin Wood Sabrina Scott                |
| 2014     | Andre Padmore               | Mariama Eastmond       | Andre Padmore Jade Browne                 | Mariama Eastmond Shari Watson               | Andre Padmore Shari Watson              |
| 2015     | Andre Padmore               | Tamisha Williams       | Bradley Michael St. Pilgrim Dakeil Thorpe | Amanda Dominique Haywood Sabrina Scott      | Sabeel Allister Foster Sabrina Scott    |
| 2016     | Cory Elius Fanus            | Tamisha Williams       | Bradley Pilgrim Dakeil Thorpe             | Amanda Dominique Haywood Sabrina Scott      | Dakeil Thorpe Tamisha Williams          |
| 2017     | Cory Elius Fanus            | Tamisha Williams       | Cory Elius Fanus Dakeil Thorpe            | Shari Latoya Hope Sabrina Scott             | Cory Elius Fanus Monyata Amanda Riviera |
| 2018     | Cory Elius Fanus            | Tamisha Williams       | Cory Elius Fanus Dakeil Thorpe            | Monyata Riviera Tamisha Williams            | Cory Elius Fanus Monyata Riviera        |
| 2019     | Andre Padmore               | Tamisha Williams       | Cory Elius Fanus Bradley Pilgrim          | Monyata Riviera Tamisha Williams            | Dakeil Thorpe Tamisha Williams          |
| 2020     | Kennie Maarten King         | Monyata Riviera        | Cory Elius Fanus Bradley Pilgrim          | Monyata Riviera Tamisha Williams            | Andre Padmore Shari Latoya Hope         |
| 2021     | nicht ausgetragen           | nicht ausgetragen      | nicht ausgetragen                         | nicht ausgetragen                           | nicht ausgetragen                       |
| 2022     | Kennie Maarten King         | Sabrina Scott          | Cory Elius Fanus Dakeil Thorpe            | Monyata Riviera Sabrina Scott               | Shae Michael Martin Sabrina Scott       |
| 2023     | Kennie Maarten King         | Monyata Amanda Riviera | Cory Fanus Dakeil Thorpe                  | Monyata Amanda Riviera Sabrina Scott        | Dakeil Thorpe Mikeila Eliebox           |
| 2024     | Kennie Maarten King         | Monyata Amanda Riviera | Kennie Maarten King Shae Michael Martin   | Shari Watson Sabrina Scott                  | Kennie Maarten King Shari Watson        |